# Szamocin
Szamocin (germană Samotschin, Fritzenstadt) este un oraș în Polonia.